# 69 (film)
69 è un film del 2004 diretto da Lee Sang-il.
Il film, con la partecipazione di Satoshi Tsumabuki come uno dei personaggi principali, è un adattamento dell'omonimo romanzo dello scrittore Ryū Murakami.

## Trama
Sasebo, prefettura di Nagasaki, 1969. Una banda di adolescenti insofferenti, ispirandosi all'esempio iconoclasta di Bob Dylan, Jack Kerouac, Jean-Luc Godard e Che Guevara, delusi dalla società che li circonda decidono di dare uno scossone all'istituzione vecchia e mummificata. Sono guidati con grinta dal sorridente e carismatico Ken'ichi.
I loro due obiettivi primari diventano così la scuola e la vicina base militare statunitense: tutta una serie di scherzi di stampo fortemente anarchico riescono ad ottenere i risultati più vari, con diversi livelli di successo. In seguito la compagnia riserva e concentra le proprie energie sulla realizzazione di un happening il quale dovrebbe unire musica, cinema e teatro.
Ne deriveranno molte difficoltà e complicazioni.